# Giro del Mendrisiotto 2007
Il Giro del Mendrisiotto 2007, sessantasettesima edizione della corsa, valido come evento dell'UCI Europe Tour 2007 categoria 1.2, si svolse il 18 marzo 2007 su un percorso totale di circa 151,2 km. Fu vinto dallo svizzero Andreas Dietziker, che terminò la gara in 3h32'45" alla media di 42,64 km/h.
All'arrivo 93 ciclisti portarono a termine la gara.

## Ordine d'arrivo (Top 10)
| Pos. | Corridore             | Squadra         | Tempo    |
| ---- | --------------------- | --------------- | -------- |
| 1    | Andreas Dietziker     | LPR             | 3h32'45" |
| 2    | Luca Solari           | LPR             | a 37"    |
| 3    | Emanuele Bindi        | Universal Caffè | s.t.     |
| 4    | Pasquale Muto         | Miche           | s.t.     |
| 5    | Emanuele Rizza        | Aurum Hotels    | a 43"    |
| 6    | Rino Zampilli         | Aurum Hotels    | s.t.     |
| 7    | Krzysztof Szczawinski | Miche           | s.t.     |
| 8    | Simon Clarke          | SouthAustralia  | s.t.     |
| 9    | Vladimir Smirnov      | Cinelli-Endeka  | s.t.     |
| 10   | Alessandro Maserati   | LPR             | s.t.     |